# Rynek Kleparski w Krakowie
Rynek Kleparski – plac miejski w Krakowie znajdujący się bezpośrednio na północ od Starego Miasta, pomiędzy ulicami Basztową i św. Filipa; zachodni fragment dawnego  rynku miasta Kleparza, obecnie plac targowy (zwany popularnie Starym Kleparzem). 
Wytyczony został zapewne podczas lokacji miasta Kleparza w 1366. Obejmował wówczas znacznie większy obszar niż obecnie, zbliżając się rozmiarami do krakowskiego Rynku Głównego (obejmował także dzisiejszy pl. Jana Matejki oraz tereny zabudowane pomiędzy Rynkiem Kleparskim, pl. Matejki i Plantami). Na Rynku, w miejscu dzisiejszej szkoły podstawowej, stał murowany ratusz kleparski (zlikwidowany w 1803) oraz liczne zabudowania związane z funkcją targową placu (plac podzielony był na kilka części, m.in. na wschodniej części działał targ koński, na zachodniej targ zbożowy). Z Rynku rozpoczynała się wówczas tzw. „Droga Królewska”. biegnąca od kościoła św. Floriana (wówczas w narożu Rynku Kleparskiego), przez Barbakan i Bramę Floriańską w kierunku Wawelu.
Po przyłączeniu Kleparza do Krakowa zadecydowano o częściowej zabudowie Rynku, który stracił swoje znaczenie głównego placu miejskiego – plan ten zrealizowano w drugiej połowie XIX i pierwszej połowie XX w., wznosząc wówczas liczne domy mieszkalne i gmachy publiczne. W 1880 r. zachodnia część dawnego Rynku otrzymała oficjalnie nazwę „Rynku Kleparskiego” i zachowała charakter popularnego placu targowego. Obecnie na Rynku znajduje się targowisko w zarządzie Spółki Kupieckiej „Stary Kleparz” i jego powierzchnia jest zabudowana typową architekturą targową (kramy itp.).
Rynek Kleparski otoczony jest przez zabudowę głównie mieszkalną, z funkcjami handlowymi. Wyróżniają się:
- neogotycki kościół św. Wincentego wraz z klasztorem misjonarzy (przy ul. św. Filipa),
- gmach „Feniksa” (na rogu z ul. Basztową, zbudowany 1931-1932).

Przy Rynku Kleparskim 8 mieszkał Ludwik Waryński.
Na ul. Ignacego Paderewskiego 4 (w kamienicy przy Rynku Kleparskim) od 2017 roku działa Żywe Muzeum Obwarzanka.

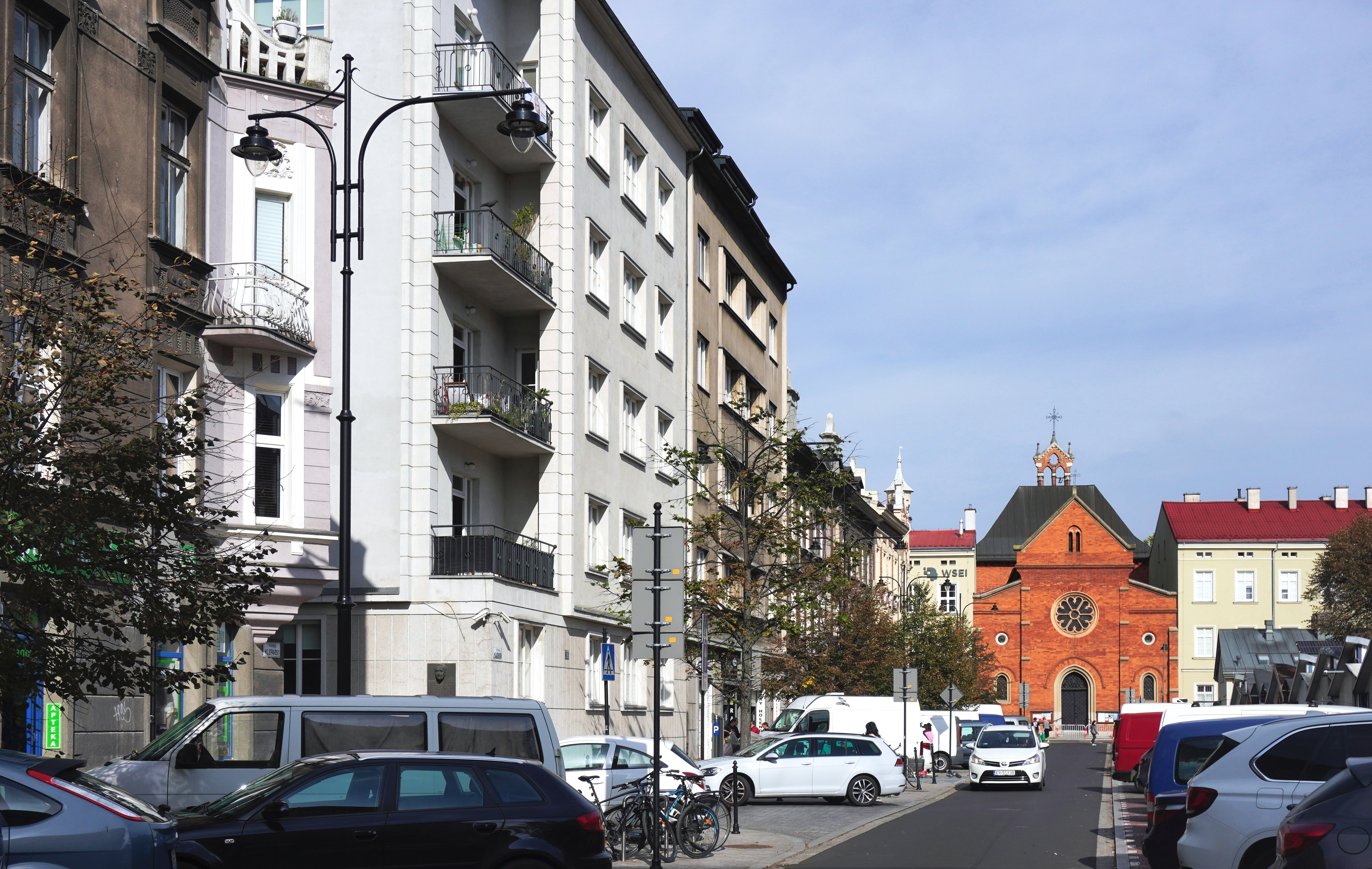
Część zachodnia, widok od południa
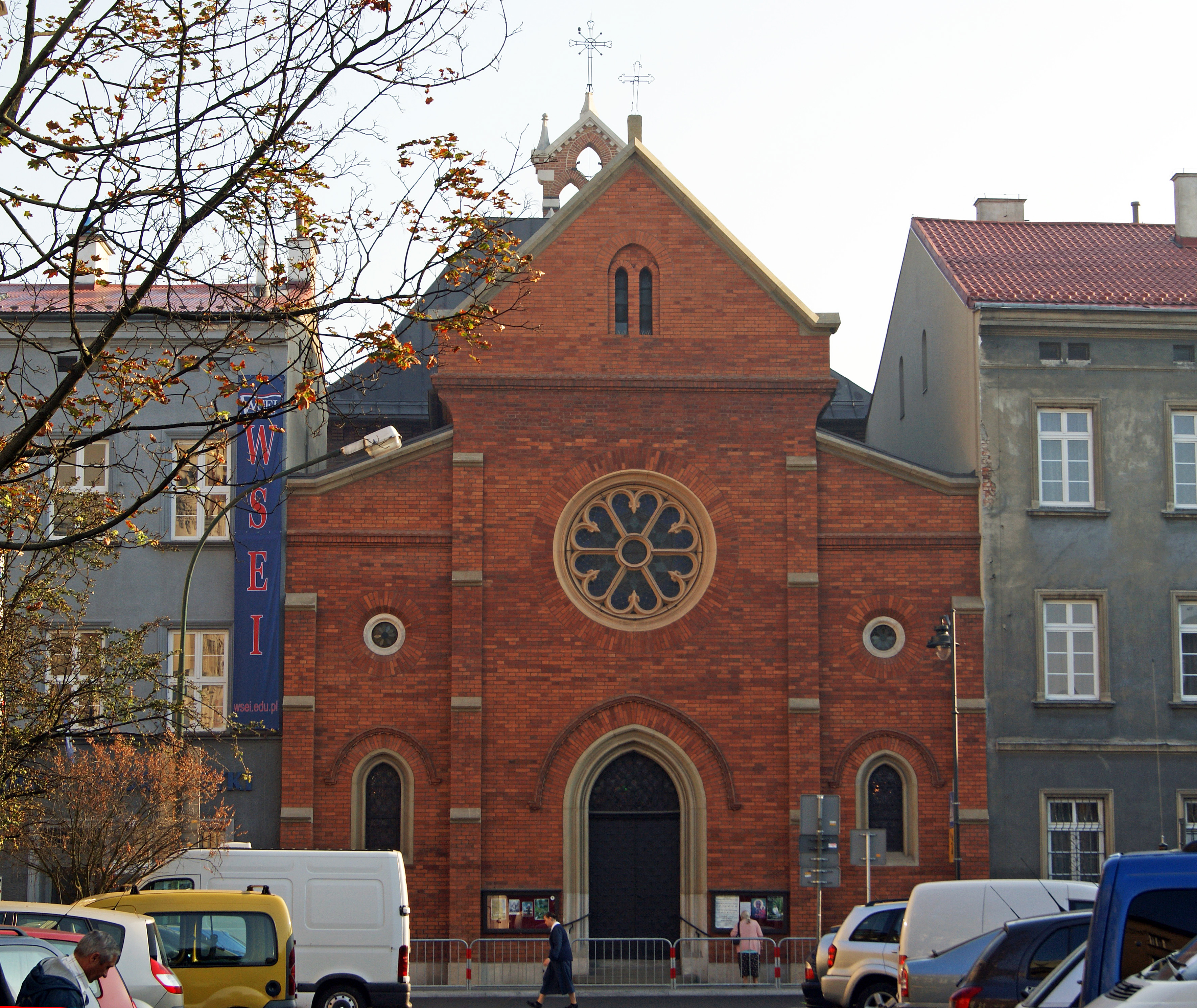
Kościół św. Wincentego à Paulo Powstał w latach 1875-1877, projekt Filipa Pokutyńskiego.
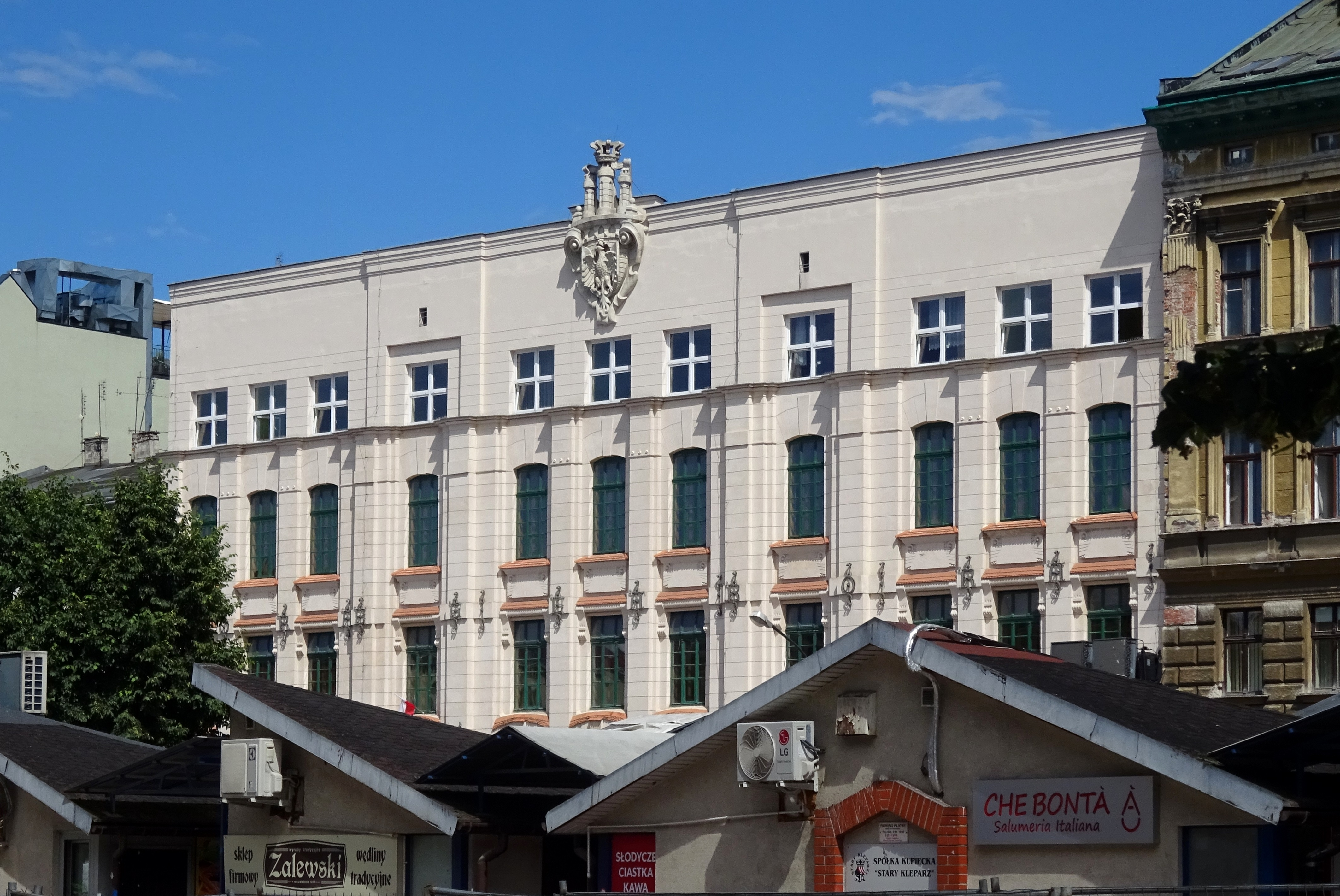
Rynek Kleparski 18, Szkoła Miejska, obecnie XLI Liceum Ogólnokształcące (proj. Jan Zawiejski, 1901-1902[3])
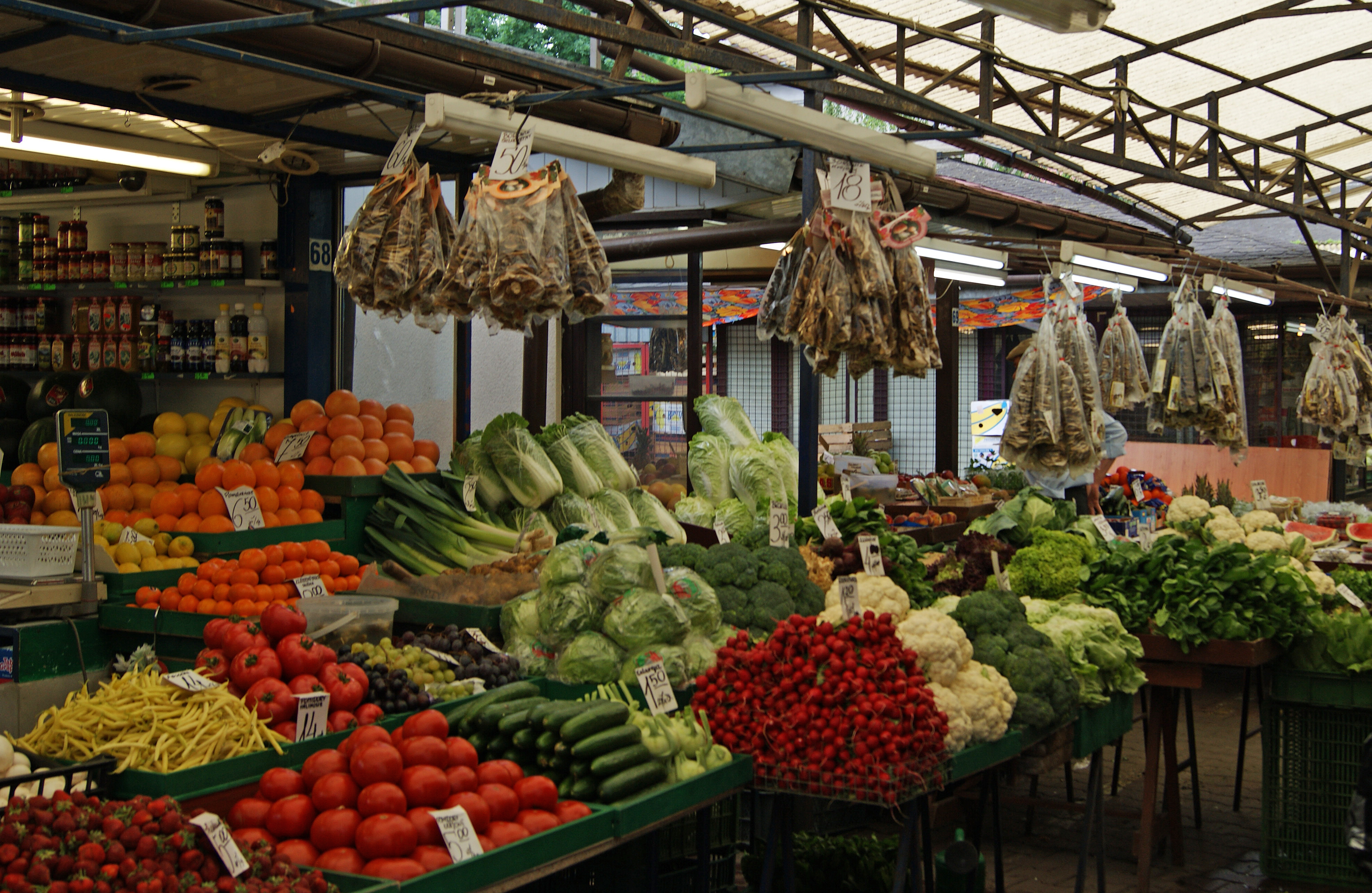
Plac targowy
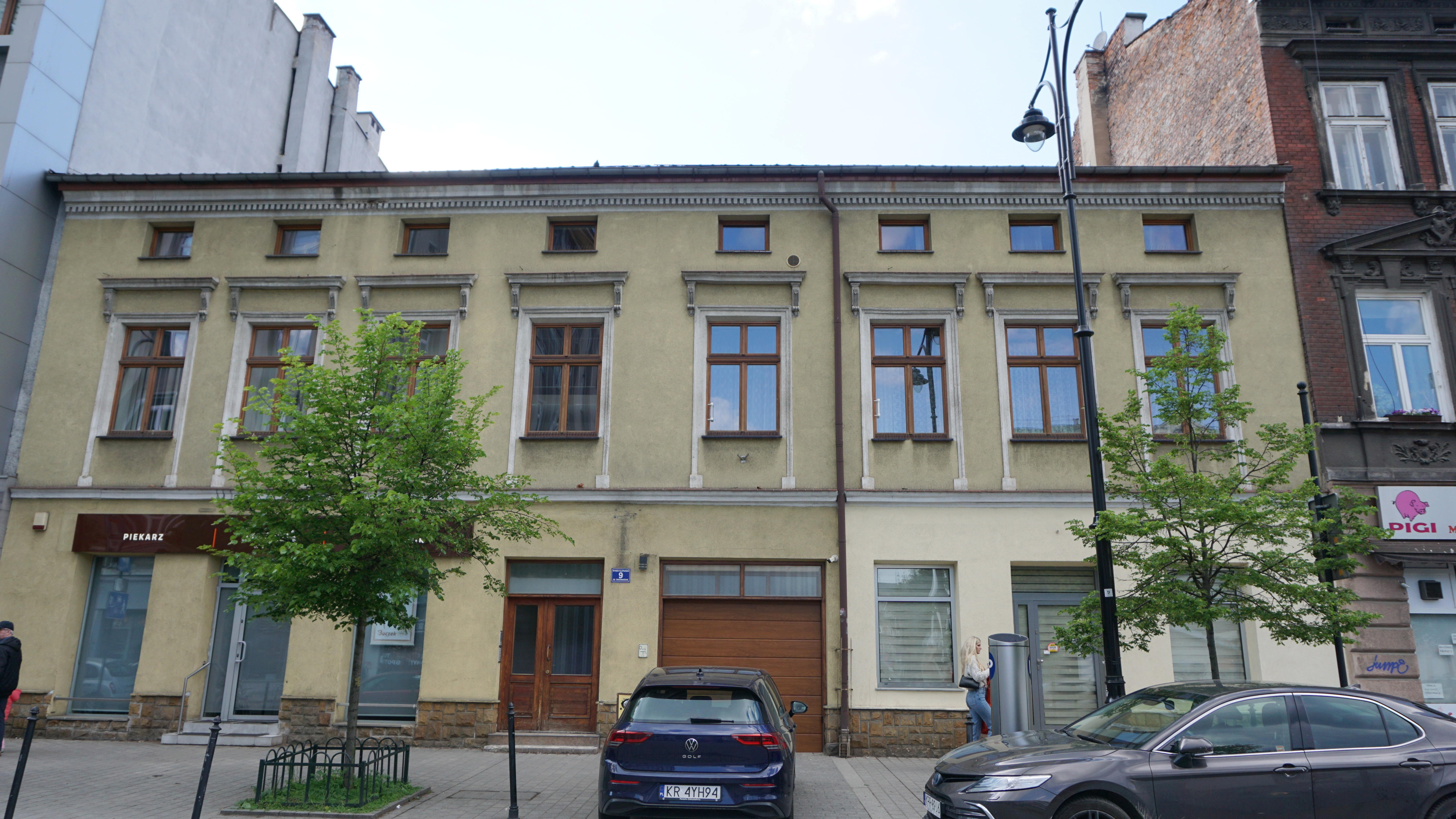
Rynek Kleparski 9 Kamienica